# Monroe (Ohio)
Monroe es una ciudad ubicada en el condado de Butler en el estado estadounidense de Ohio. En el Censo de 2010 tenía una población de 12442 habitantes y una densidad poblacional de 302,21 personas por km².

## Geografía
Monroe se encuentra ubicada en las coordenadas 39°26′46″N 84°22′13″O / 39.44611, -84.37028. Según la Oficina del Censo de los Estados Unidos, Monroe tiene una superficie total de 41.17 km², de la cual 41.11 km² corresponden a tierra firme y (0.14%) 0.06 km² es agua.

## Demografía
Según el censo de 2010, había 12442 personas residiendo en Monroe. La densidad de población era de 302,21 hab./km². De los 12442 habitantes, Monroe estaba compuesto por el 92.58% blancos, el 3.66% eran afroamericanos, el 0.16% eran amerindios, el 1.67% eran asiáticos, el 0% eran isleños del Pacífico, el 0.67% eran de otras razas y el 1.26% pertenecían a dos o más razas. Del total de la población el 1.8% eran hispanos o latinos de cualquier raza.